# Erik Thorsteinsen Toft
Erik Thorsteinsen Toft, född 14 november 1992, är en norsk handbollsspelare för KIF Kolding och det norska landslaget. Han är högerhänt och spelar som vänsternia.